# Baragon
Baragon est un kaiju qui apparaît en premier lieu en 1965 dans le film Frankenstein vs. Baragon (aussi appelé Frankenstein Conquers the World). Baragon est un reptile quadrupède, possédant une corne sur le front et de larges oreilles.

## Liste des apparitions
- 1965 : Frankenstein vs. Baragon (Furankenshutain tai chitei kaijû Baragon), de Ishirô Honda
- 1968 : Les envahisseurs attaquent (Kaijû sôshingeki), de Ishirô Honda
- 2001 : Godzilla, Mothra and King Ghidorah: Giant Monsters All-Out Attack (Gojira, Mosura, Kingu Gidorâ: Daikaijû sôkôgeki), de Shūsuke Kaneko